# Sarnowo (powiat chełmiński)
Sarnowo – niem. Sarnau) wieś w Polsce, położona w województwie kujawsko-pomorskim, w powiecie chełmińskim, w gminie Stolno.

## Podział administracyjny
W latach 1939–1945 położona była w okręgu Rzeszy Gdańsk-Prusy Zachodnie, w rejencji bydgoskiej (Regierungsbezirk Bromberg), w powiecie Chełmno (Kreis Kulm).
W latach 1975–1998 miejscowość należała administracyjnie do województwa toruńskiego.

## Demografia
Według Narodowego Spisu Powszechnego (III 2011 r.) wieś liczyła 122 mieszkańców. Jest trzynastą co do wielkości miejscowością gminy Stolno.

## Historia
Miejscowość należała do klucza papowskiego. W 1438 roku miejscowość oddawała czynsz na ręce prokuratora papowskiego (z Papowa Biskupiego).
W latach 1939 - 1942 dotychczasową nazwą wsi było Sarnau, lecz po przeprowadzonej zamianie nazw miejscowości w Okręgu Rzeszy Gdańsk-Prusy Zachodnie, w latach 1942 - 1945 nazywała się Sarnau, Kreis Kulm (Westpreussen).

## Zabytki
Według rejestru zabytków Narodowego Instytutu Dziedzictwa na listę zabytków wpisany jest kościół parafialny pw. św. Marcina, XIV o XV w., XX w., nr rej.: A/291 z 30.11.1929.

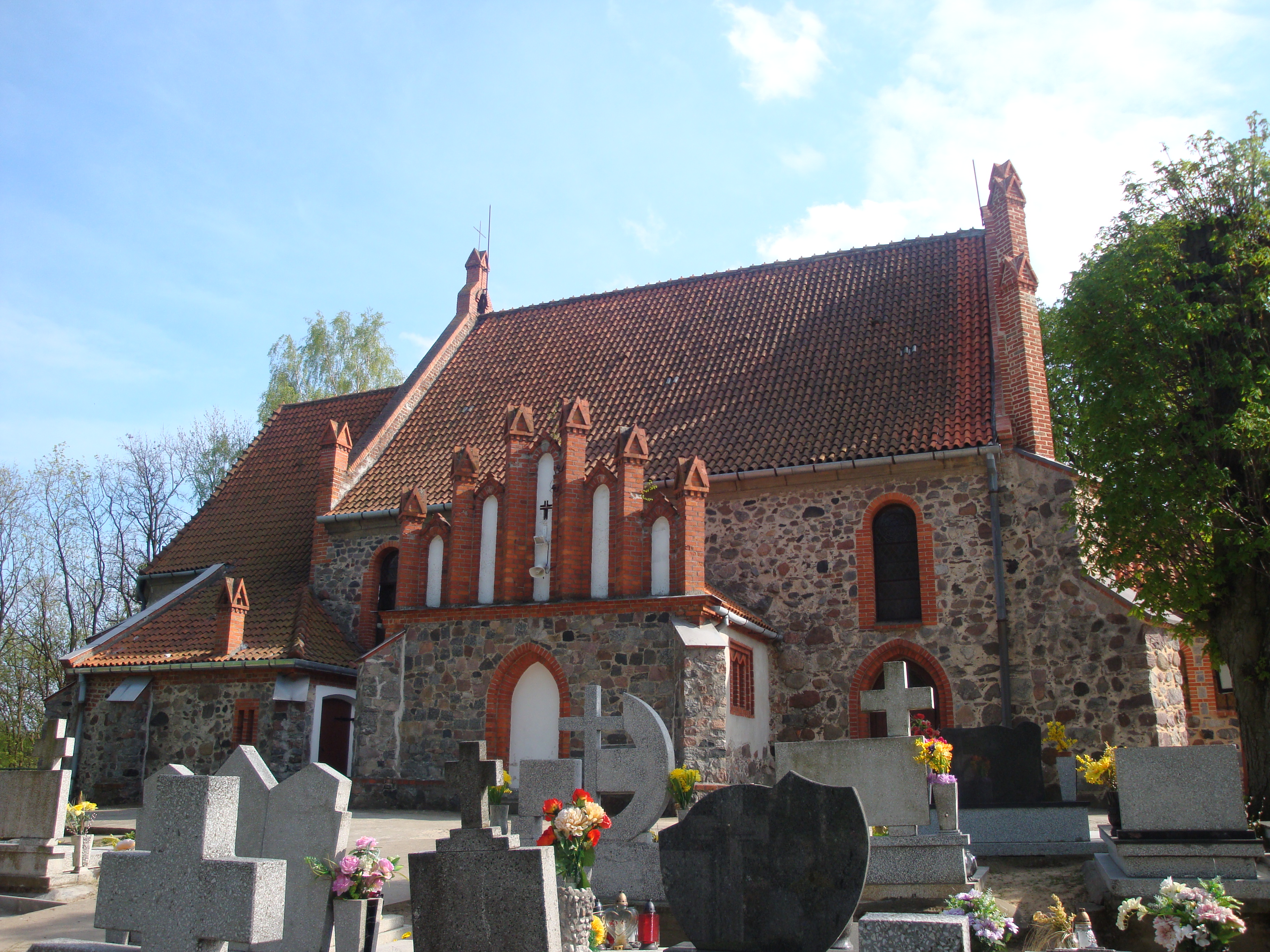
Kościół pw. św. Marcina
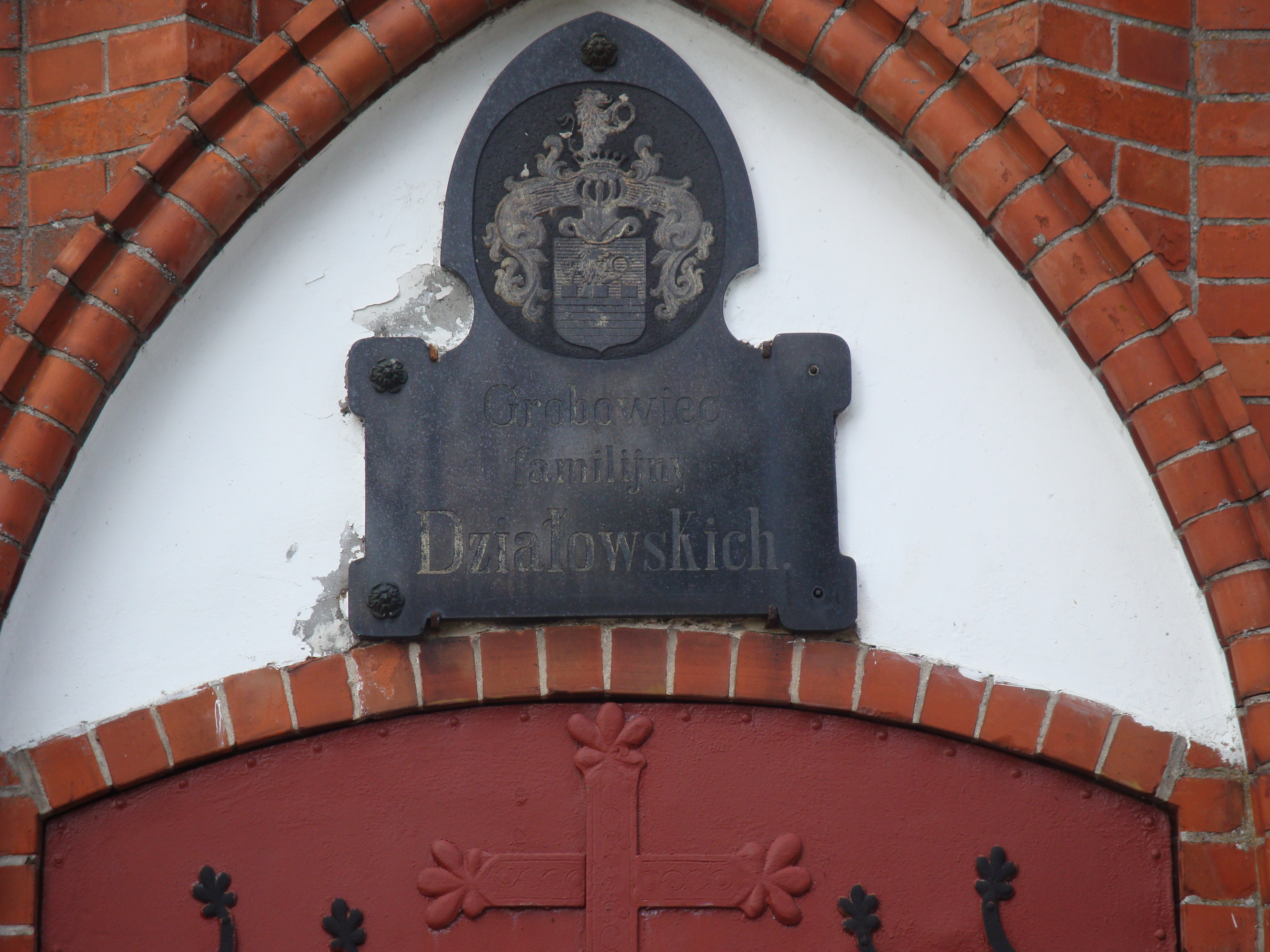
Grobowiec rodziny Działowskich
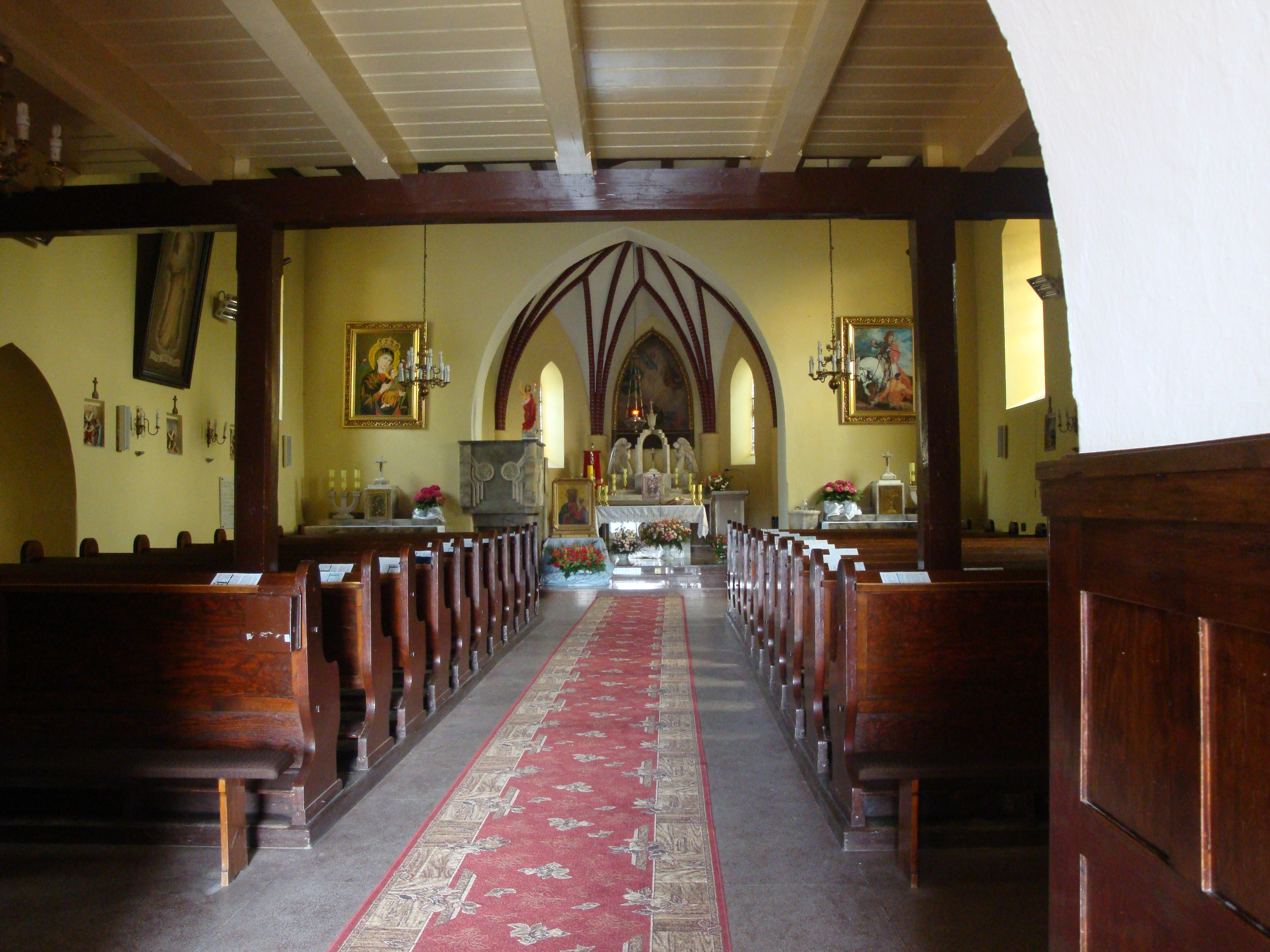
Wnętrze kościoła
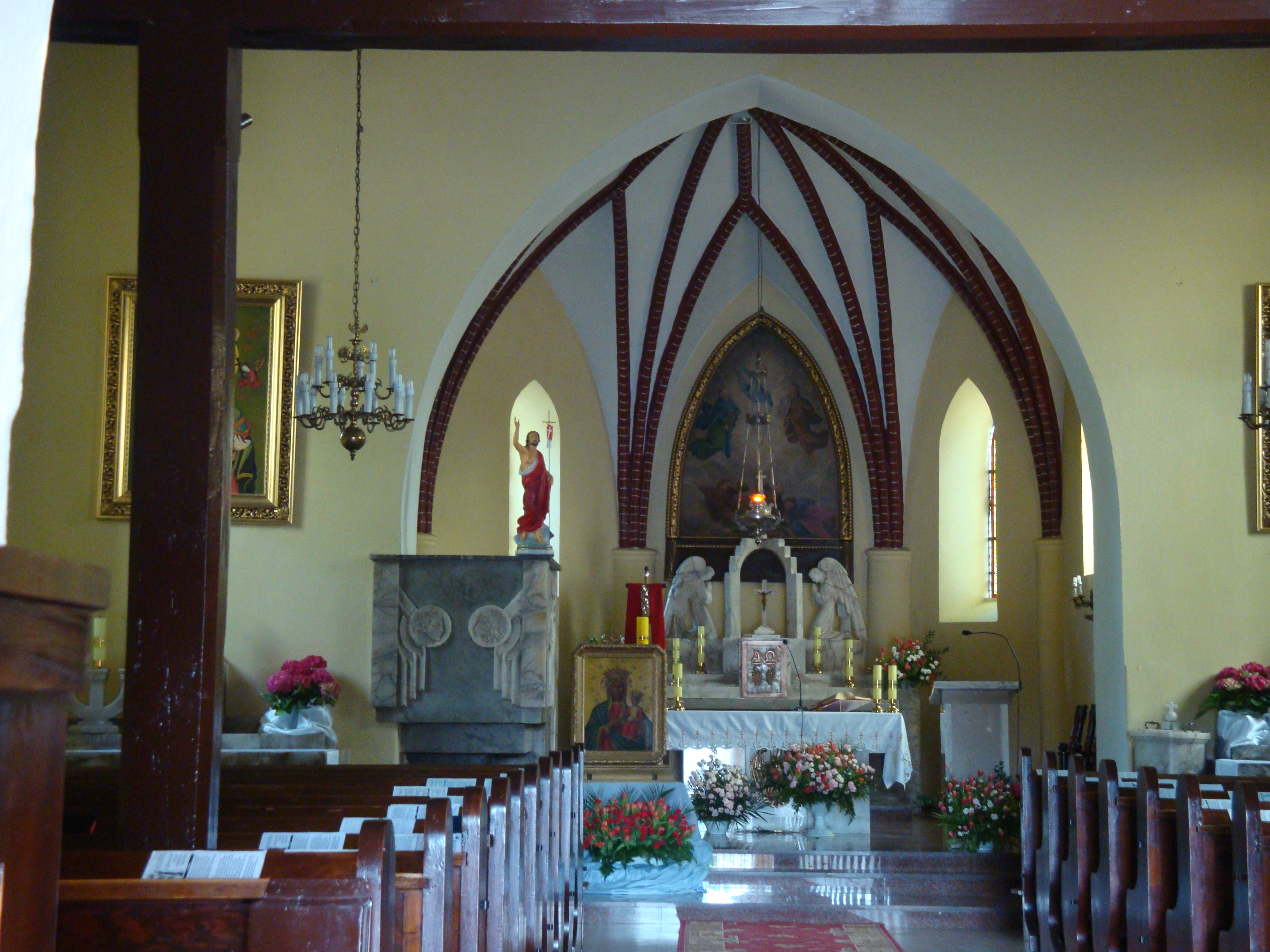
Wnętrze kościoła